# Фрателло, Майк
Майкл Роберт «Майк» Фрателло (англ. Michael Robert "Mike" Fratello, род. 24 февраля 1947 года) — американский комментатор и профессиональный баскетбольный тренер. За свою карьеру Фрателло тренировал клубы Национальной баскетбольной ассоциации «Атланта Хокс», «Кливленд Кавальерс», «Мемфис Гриззлис». В 2011—2015 гг. являлся главным тренером мужской сборной Украины по баскетболу. С ним она пришла к своему высшему достижению — заняла 6-е место на Евробаскете 2013.

## Ранние годы
Фрателло родился в Хакенсаке, штат Нью-Джерси, в семье Винсента и Мари. Имеет итальянское происхождение. Окончил среднюю школу в Хакенсаке, где был капитаном команд по баскетболу, бейсболу, футболу и хоккею на траве. Он поступил в Государственный колледж Монтклер в Монтклэре, штат Нью-Джерси, чтобы играть в футбол. После окончания колледжа он вернулся в среднюю школу Хакенсака в качестве ассистента баскетбольной и футбольной команд. Затем Фрателло перешел в Род-Айлендский университет в качестве ассистента главного тренера Тома Кармоди, а также тренировал баскетбольную команду первокурсников Род-Айлендского университета. Он работал ассистентом в Университете Джеймса Мэдисона под руководством Лу Кампанелли и ассистентом Ролли Массимино в Университете Вилланова, затем работал в НБА в качестве ассистента тренера «Атланта Хокс» Хьюби Брауна.

## Тренерская карьера
Фрателло руководил «Атлантой Хокс» 7 сезонов и его результат составил 324—250. В это время команда 5 раз выходила в плей-офф, а в 1987 году стала чемпионом центрального дивизиона. В сезоне 1985/86 он был назван тренером года. С 1993 года по 1999 год он руководил «Кавальерс». Под его руководством команда одержала 248 побед и потерпела 212 поражений и выходила в плей-офф 4 раза.
Фрателло занимал должность главного тренера «Мемфис Гриззлис» с декабря 2004 года по декабрь 2006 года. В своём первом сезоне он пришёл в команду, когда она одержала 5 побед и 11 поражений. С его помощью команда смогла одержать 45 побед в сезоне и выйти в плей-офф. В следующем сезоне команда под его руководством смогла одержать 49 побед и снова попасть в плей-офф. В сезоне 2006/07 команда начала сезон с результатом 6-24 в результате чего он был уволен с занимаемой им должности.
Фрателло занимает 19 место по победам среди всех тренеров НБА и 21 место по играм, проведённым в НБА.
24 февраля 2011 года было объявлено, что Фрателло занял должность главного тренера украинской баскетбольной команды, а 3 марта 2011 года он был официально представлен на пресс-конференции в Киеве.
В 2015 году было объявлено, что Майк Фрателло больше не будет тренировать сборную Украины на Евробаскете-2015. На посту главного тренера сборной Украины его заменит Евгин Мурзин.